# Преодолей вину
«Преодолей вину» (исп. Vencer la culpa) — мексиканская теленовелла 2023 года производства продюсера Рози Окампо для телекомпании Televisa. Это пятая постановка франшизы «Преодолей». В главных ролях: Клаудия Мартин, Габриэла де ла Гарса, Габриэль Сото, Матиас Новоа, Мария Сорте, Карлос Ферро, Хуан Карлос Баррето и Ингрид Марц. Премьера состоялась 26 июня и завершилась 13 октября 2023 года на канале Las Estrellas.

## Сюжет
Судьбы четырех женщин, Мануэлы, Аманды, Паломы и Янели, переплетаются, когда Дульсе, молодая женщина, которую они едва знали, загадочным образом исчезает. Сомневаясь, что ее брат причастен к исчезновению Дульсе, Янели решает провести расследование, встречая по пути Мануэлу, Палому и Аманду. Их поиск приведет их к построению крепкой дружбы, которая поможет им преодолеть собственную вину.

## В ролях

### Основной состав
- Клаудия Мартин — Паломы Галлардо Риверы[4]
- Габриэла де ла Гарса — Мануэлы Роман Ландерос[5]
- Габриэль Сото — Леандро Говеа Карденала[6]
- Матиас Новоа — Пабло Кордовы
- Мария Сорте — Аманды Карденаль[7]
- Карлос Ферро — Франко Бельтрана
- Хуан Карлос Баррето — Энрике Ортеги
- Ингрид Марц — Кармины Гайтан
- Хелена Рохо — Анхелес Роман
- Роберто Баллестерос — Эверардо Говеа
- Ромина Поса — Янели Серрано Лопес[8]
- Хесуса Очоа — Дульсе Вентуры Чавеса
- Сэмми Шулунд — Хульеты Говеа Роман
- Луис Гатика — Октавио Галлардо
- Моника Айос — Аделы Риверы
- Пабло Перрони — Рикардо «Рики» Ландероса
- Педро Мира — Дэвида Монтьеля
- Паулина Тревиньо — Тамары Говеа Карденаль
- Мануэла Имаз — Лорены Бастарречеа
- Мариана Кабрера — Толиты
- Сачи Тамасиро — Сусаны Ортеги
- Хайди Наварра — Нэнси Гайтан
- Астрид Ромо — Виктории «Вики» Флорес
- Хосе Анхель Бичир — Николаса Алькараса
- Дейкарди Диас — Хенаро Серрано Лопеса

### Вспомогательный состав
- Фатима Николь — Сьюзи
- Эктор Салас — Паблито
- Начо Таххан — Уолтер
- Макс Урибе — Луиса Фелипе
- Икер Валлин — Энди
- Сантьяго Бельтран — Валентино
- Изабелла Васкес — Евы
- Чеко Перескуадра — Иньиго
- Ариадна Диас — Джулии Миранды
- Арселия Рамирес — Инес